# Distretto di Nauta
Il distretto di Nauta è uno dei cinque distretti della provincia di Loreto, in Perù. Si trova nella regione di Loreto e si estende su una superficie di 6.672,35 chilometri quadrati.
Istituito il 2 gennaio 1857, ha per capitale la città di Nauta.